# 周暹 (明朝)
周暹（？年—？年），字瑞明，原名士璠，河南商城縣人，崇禎十六年（1643年）癸未科貢士，未參加殿試。因明朝滅亡而沒有做官。去世後入祀當地的鄉賢祠。